# Свирский 295-й пехотный полк
295-й пехотный Свирский полк — пехотная часть Русской императорской армии второй очереди. Сформирован в начале Первой мировой войны.

## История
Полк был сформирован и укомплектован в период июля 1914 года в г. Ораниенбауме, Санкт-Петербургской губернии во время объявления всеобщей мобилизации, из кадра, выделенного из 147-го пехотного Самарского полка и вновь призванных.
Действовал на Юго-Западном фронте в составе 74-й пехотной дивизии. Участвовал в осаде Перемышля и других боевых действиях.

## Состав полка
295-й Свирский полк состоял из 4 батальонов, которые насчитывали 16 рот. В составе полка имелась команда полковых разведчиков и команда связи.

## Командиры полка
- 16.08.1914 — 06.05.1917 — полковник (с 19.02.1917 генерал-майор) Лемешевский, Сергей Александрович
- 06.05.1917 — хх.хх.1918 — командующий подполковник Стельмах, Иван Никифорович